# Grauer Knospenwickler
Der Graue Knospenwickler (Hedya nubiferana) ist ein Schmetterling (Nachtfalter) aus der Familie der Wickler (Tortricidae).

## Merkmale
Die Falter erreichen eine Flügelspannweite von 15 bis 21 Millimetern. Die Färbung der Vorderflügel ist variabel: der distale Teil ist häufig dunkelgrau mit einer gräulichen Grundfarbe. Ein Sexualdimorphismus ist nicht ausgeprägt. Von der sehr ähnlichen Art Hedya pruniana kann der Graue Knospenwickler durch die Lage von zwei schwarzen Punkten unterschieden werden. Diese befinden sich bei H. nubiferana über dem Vorsprung, den die dunkle Zeichnung in der Mitte des Vorderflügels bildet. Bei H. pruniana sind sie neben dem Vorsprung zu finden.
Die Raupen sind dunkel olivgrün bis graugrün gefärbt und erreichen eine Länge von etwa 13 Millimetern. Der Kopf ist schwarz, die Stirnplatte (Clypeus) ist weißlich, die Mundwerkzeuge sind dunkel rötlichbraun gefärbt. Der Vorderrand des Prothorax ist weißlich und durchscheinend. Die Prothorakalplatte ist pechschwarz und wird von einer dünnen Mittellinie geteilt, die die gleiche Farbe besitzt wie der Raupenkörper. Die Thorakalbeine sind schwarz. Im Segment A5 sind orangebraune Gonaden sichtbar. Die leicht grauen und durchscheinenden Borstenhaare sind lang und dünn. Die Analplatte zeigt eine schwärzliche Färbung, die zur Mitte hin in einen Braunton übergeht. Die Bauchbeine sind durchscheinend und ebenso gefärbt wie das Abdomen. Die Endplatte der Afterbeine ist durchscheinend, der Hakenkranz dunkelbraun. Der Nachschieber trägt einen großen schwarzen Sklerit auf der Außenfläche und einen kleinen gräulichen Sklerit mit zwei schwarzen Zeichnungen auf der Hinterseite.

## Verbreitung
Der Graue Knospenwickler ist in der Holarktis beheimatet. In Mitteleuropa ist die Art weit verbreitet und häufig. Im Osten reicht das Verbreitungsgebiet über Kleinasien bis in den Iran und über den Ural und Kaukasien bis in den Süden Sibiriens und nach Turkmenistan. Die Art besiedelt Waldränder und -lichtungen, Gebüsche sowie Obst- und Parkanlagen.

## Biologie
Die Raupen entwickeln sich von Juli/August bis Mai/Juni des folgenden Jahres zwischen versponnenen Blättern der Futterpflanze, sie überwintern. Die Raupen leben polyphag unter anderem an Apfelbäumen (Malus), Mehlbeeren (Sorbus), Birnen (Pyrus), Prunus, Weißdornen (Crataegus), Rosen (Rosa), Birken (Betula), Erlen (Alnus), Weiden (Salix) und Eichen (Quercus). Die Falter können von Juni bis August beobachtet werden.